# Luisenstadt-Kirche

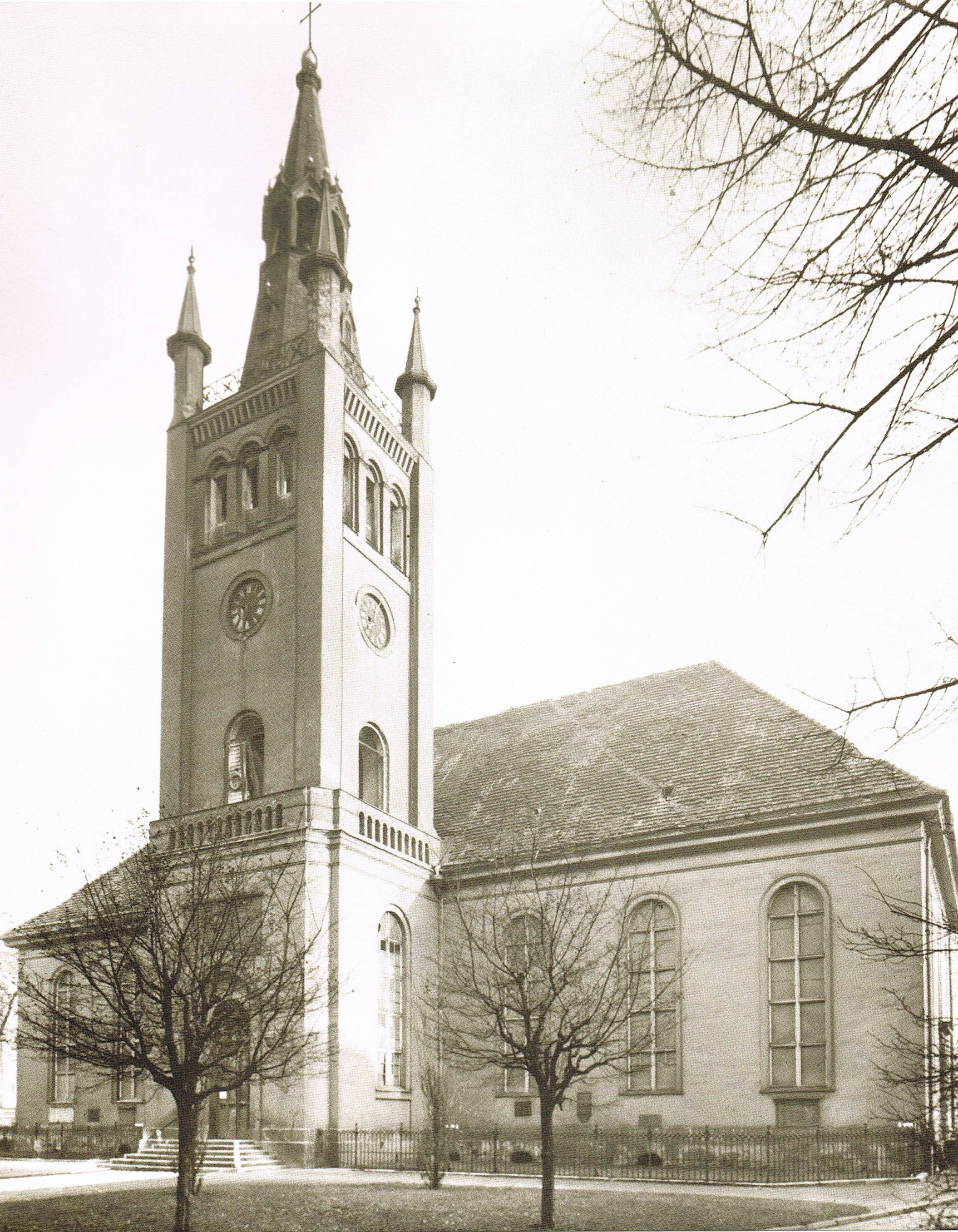
Die Luisenstadtkirche im Jahr 1935 (mit Turm von 1845)

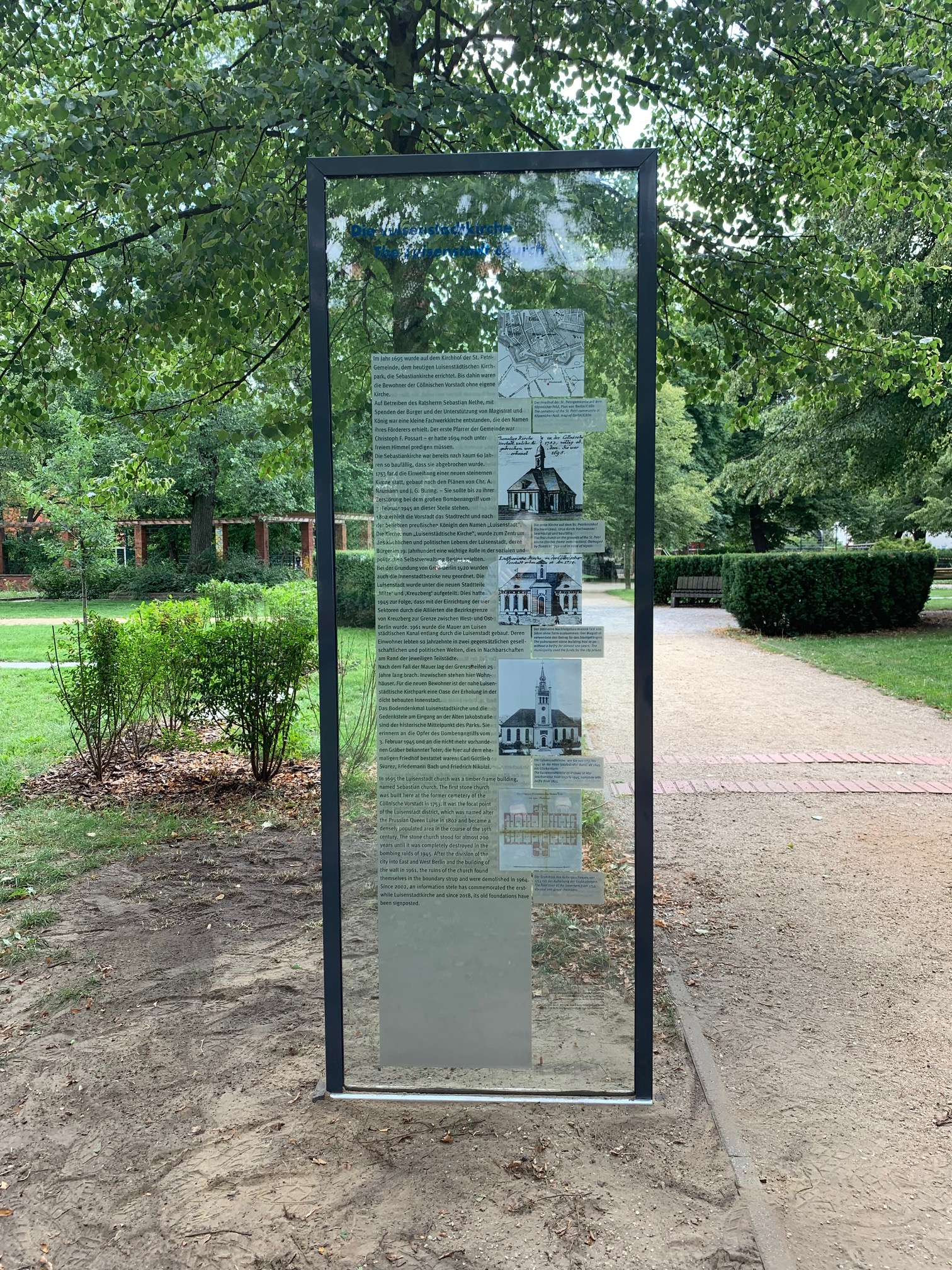
Neue Gedenk- und Erklärtafel seit August 2019 im Luisenstädtischen Kirchpark

Die Luisenstadt-Kirche, auch Luisenstädtische Kirche oder Sebastian-Kirche, war bis 1964 eine evangelische Kirche im historischen Stadtteil Luisenstadt des Berliner Ortsteils Mitte.

## Geschichte

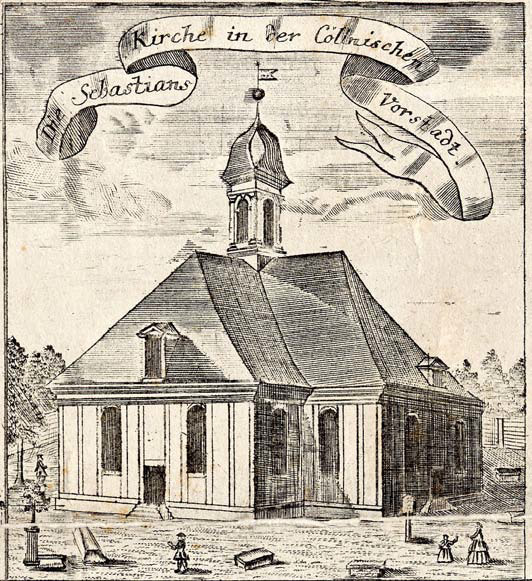
Die Sebastians Kirche in der Cöllnischen Vorstadt im Jahr 1748 (Bau von 1695)

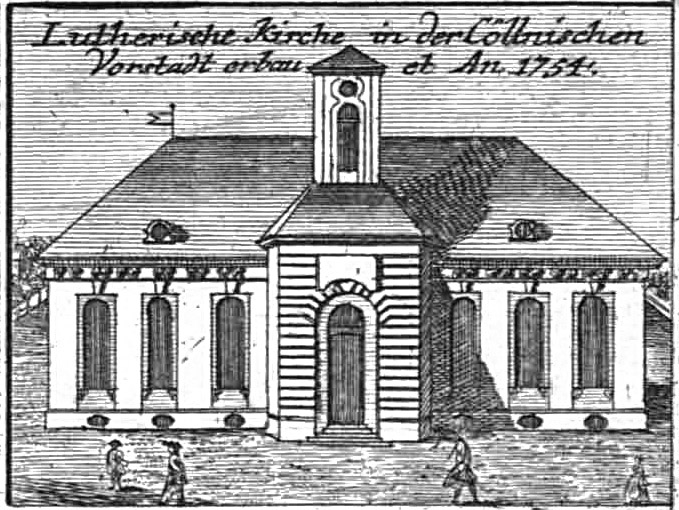
Die Sebastians Kirche im Jahr 1757, auch Lutherische Kirche in der Cöllnischen Vorstadt genannt (Bau von 1751)

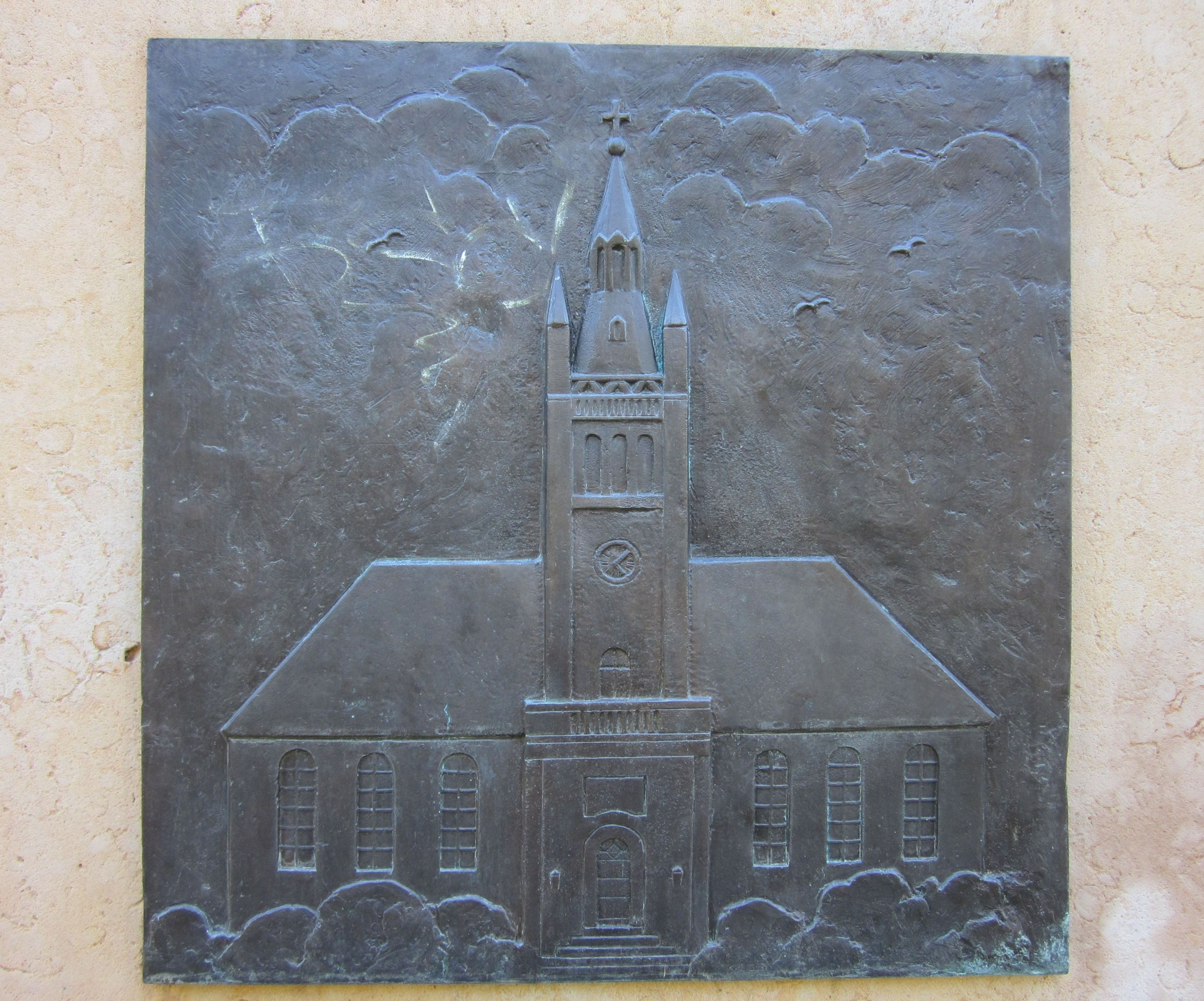
Reliefdarstellung der Kirche auf einer Informationsstele im Luisenstädtischen Kirchpark

Die Grundsteinlegung für die Kirche fand am 27. August 1694 auf dem neuen Friedhof der St.-Petri-Gemeinde in Cölln statt. Grund hierfür war das stetige Wachstum der Doppelstadt Berlin-Cölln. Der Oberkirchenvorsteher Sebastian Nethe setzte sich für den Bau ein, und so erhielt sie schließlich bei der Einweihung am 21. Juli 1695 durch Propst Lütkens den Namen Sebastiankirche. Die Kirche wurde ohne Vorwissen des calvinistischen Kurfürsten Friedrich III. mit lutherischen Zeremonien eingeweiht, was diesen zu der Drohung verleitete, dem Magistrat das Kirchenpatronat zu verweigern. Die Pläne für die barocke Fachwerkkirche mit ihrem kreuzförmigen Grundriss und einem hölzernen Turm erstellte Martin Grünberg. Die Kirche erhielt 1707 eine Schnitger-Orgel.
Bereits rund 60 Jahre nach der Errichtung war das Bauwerk in einem maroden Zustand und konnte in den Jahren 1751–1753 nur noch durch einen Neubau der Baumeister Christian August Naumann und Johann Gottfried Büring ersetzt werden. Sie errichteten einen hochwassergeschützten Neubau auf Gewölben mit 27 großen und kleinen Leichenkammern, die zu Grabstätten unter anderem des Hofkupferstechers Georg Friedrich Schmidt, des Komponisten Wilhelm Friedemann Bach, preußischen Justizreformers Carl Gottlieb Svarez des sowie des Schriftstellers Christoph Friedrich Nicolai wurden. Der Bau wurde 1773 mit einer neuen Orgel von Ernst Julius Marx ausgestattet, unter Wiederverwendung von Teilen der Schnitger-Orgel. 1785 änderte sich für zehn Jahre durch eine Ministerialverfügung der Name in Köllnische Vorstadtkirche. Zur 100-Jahr-Feier verfügte Friedrich Wilhelm II. eine Rückbenennung in Sebastiankirche. Er war es auch, der auf dem neuen Friedhof sowohl die Bestattung von Verstorbenen der evangelisch-lutherischen Kirchen wie auch von Reformierten erlaubte.
Im Jahr 1802 baten die Bewohner des Köpenicker Viertels den König Friedrich Wilhelm III., ihr Gebiet zu Ehren seiner Gemahlin Luise in Luisenstadt umzubenennen. Dies führte dazu, dass auch das Gotteshaus nunmehr Luisenstädtische Kirche hieß. Wenige Jahre später wurde der Friedhof geschlossen. Er diente den Anwohnern seitdem als Erholungspark.
Die Kirche musste in den Jahren 1841 und 1842 durch den Bauinspektor Wilhelm Berger erneut instand gesetzt werden. Die Arbeiten erforderten erheblich finanzielle Mittel, sodass erst 1845 unter Mitarbeit von Friedrich August Stüler ein gotisierender Turm mit Uhr vollendet werden konnte. Die Kirche erhielt auch eine neue Orgel von Lang & Dinse 1845. Diese wurde vor 1902 umgebaut durch die Gebrüder Dinse und besaß anschließend zwei Manuale und 31 Register.
1930 wurde von der Firma E. F. Walcker & Cie. eine zweite Orgel mit drei Manualen und 53 Registern auf der gegenüberliegenden Empore aufgestellt. Die alte Orgel sollte verkauft werden, fand jedoch keinen Käufer, weshalb sie bis 1939 stehen blieb. Dann wurde sie abgebaut und die Walcker-Orgel an ihre Stelle versetzt, dabei umgebaut und erweitert auf 63 Register. Weitere Umbauten in der Kirche fanden von 1936 bis 1940 statt, als die Heizung, Beleuchtung und Toiletten erneuert wurden.
Im Zweiten Weltkrieg trafen bei einem Luftangriff am 3. Februar 1945 Brand- und Sprengbomben die Kirche. Über 50 Menschen, die im Kellergewölbe der Kirche Schutz gesucht hatten, verloren dabei ihr Leben. Das Gebäude brannte mit dem größten Teil des Inventars aus. Die Grabgewölbe wurden nach Kriegsende vollständig geplündert.
Nach der Teilung Berlins lag die Kirche in Ost-Berlin dicht an der Sektorengrenze. Nach dem Mauerbau sollte um die Ruine ein Drahtzaun errichtet und der Turm bis zur Höhe des Gesims abgetragen werden. Der Gemeinde fehlten die Mittel für die Umbauten; Gelder aus dem Westen wurden vom Ost-Berliner Magistrat abgelehnt. So wurde die Ruine am 29. Mai 1964 gesprengt, die Grabgewölbe mit dem Schutt der Ruine verfüllt und die Gräber des Kirchhofs eingeebnet. Eine Glocke und das Ölgemälde Der barmherzige Samariter von Bernhard Rode blieben erhalten.
Heute erinnert eine Hecke aus Liguster an den Grundriss der Kirche. Weiterhin setzte sich der Bürgerverein Luisenstadt e. V.  dafür ein, dass 2002 eine Informationsstele des Bildhauers Nikolaus Bode auf dem parkähnlichen Gelände aufgestellt wurde. Sie zeigt auf einem Relief die Kirche und erinnert an die Grabstätten von Svarez, Bach und Nicolai. Die in der Nähe gelegene Sebastianstraße trägt in Anlehnung an die Kirche diese Bezeichnung. Im August 2019 weihte der Bürgerverein Luisenstadt e. V. mit Unterstützung des benachbarten Investors eine Erneuerung des Bodendenkmals ein. Eine alte, vandalisierte Gedenktafel wurde durch eine neugestaltete Gedenktafel ersetzt.